# Vendels socken
Vendels socken i Uppland ingick i Örbyhus härad, ingår sedan 1974 i Tierps kommun och motsvarar från 2016 Vendels distrikt.
Socknens areal är 169,30 kvadratkilometer varav 163,53 land. År 2000 fanns här 2 257 invånare. Sydvästra delen av tätorten Örbyhus med Örbyhus slott samt sockenkyrkan Vendels kyrka ligger i socknen.   

## Administrativ historik
Vendels socken omtalas i dokument första gången 1291 (endast 'in Vendil' men då tydligt syftande på socknen, 1309 nämns kyrkan ('eclesie de Vendill') och 1328 socknen ('parochia Wendil').
Vid kommunreformen 1862 övergick socknens ansvar för de kyrkliga frågorna till Vendels församling och för de borgerliga frågorna bildades Vendels landskommun. Landskommunen utökades 1952 och uppgick 1974 i Tierps kommun. Församlingen uppgick 2014 i Vendel-Tegelsmora församling.
1 januari 2016 inrättades distriktet Vendel, med samma omfattning som församlingen hade 1999/2000.  
Socknen har tillhört län, fögderier, tingslag och domsagor enligt vad som beskrivs i artikeln Örbyhus härad. De indelta soldaterna tillhörde Upplands regemente, Livkompaniet och Livregementets dragonkår, Norra Upplands skvadron.

## Geografi
Vendels socken ligger norr om Uppsala kring Vendelsjön och Vendelån och genomlöps av Uppsalaåsen. Socknen har en central slättbygd och kuperad skogsbygd däromkring.

### Orter i Vendels socken (urval)
| - Bergby - Gryttby - Hovgårdsberg | - Husby - Karby - Knypplan | - Torkelsbo - Väster-Ekeby - Älby | - Örbyhus - Öster-Ekeby |

## Fornlämningar
Från bronsåldern finns spridda gravrösen och skärvstenshögar. Från järnåldern finns 47 gravfält och flera spridda gravhögar, mest kända är Ottarshögen och båtgravfältet i Vendel. Två runstenar har påträffats.

### Arkeologiska undersökningar
Arkeologiska undersökningar har gjorts vid ett stort antal tillfällen. Dessa har inriktat sig på den bebyggelse som funnits vid Vendels kyrka. Den är från järnåldern och från historisk tid. De rika järnåldersfynden från båtgravfältet i Vendel har gett namn åt vendeltiden, vanligen angiven till cirka 550-800 e.Kr. Båtgravplatsen upptäcktes 1881 i samband med en kyrkogårdsutvidgning och Hjalmar Stolpe ledde utgrävningar där under 1880-talet. Båtgravfältet i Vendel är det mest betydande i Mellansverige. Detta har sin förklaring i att fynden har hög konstnärlig nivå. Strax invid båtgravfältet flöt Allerbäcken. Bäcken hade förbindelse med Fyrisån via Vendelsjön och Vendelån. Genom denna vattenled kunde man nå Gamla Uppsala och Mälaren.
Man har även påträffat rester av järnåldersbebyggelse. Dessa rester är belägna inom kyrkogården utanför den medeltida bogårdsmuren. Denna bebyggelse består av bland annat en 32 meter lång hall. Den är placerad i nordsydlig riktning på en upphöjd terrass. Bredvid denna hall fanns ett antal ekonomibyggnader av varierande slag. Den här bebyggelsen har legat inom det gamla kyrkogodset. Detta gäller även flera bebyggelseområden.
Vid Hovgårdsberg strax norr om kyrkan finns ett brandgravfält. Intill brandgravfälten ligger det också en hel del bebyggelseenheter. Dessa har varit av lägre status. De har förmodligen varit bostäder för hövdingens män. Bebyggelsen har påbörjats under 400-talet och fortsatt ända in i medeltiden. På medeltiden har den tydligen ersatts av en huvudgård. Huvudgården har i sin tur flyttats till Örbyhus slott i samband med att Vendels kyrka byggdes på 1200-talet.
Det har vidare hittats rester av ett tingshus från 1600-talet. Man har också funnit en unik klockgjutningsugn från 1500-talet.

sockenvapnet

## Namnet
Namnet skrevs 1291 Vendil kommer troligen ursprungligen från Vendelssjön. Namnet är besläktat med vinda och vända syftande på sjöns norra, krökande del. Sjönamnet kan alternativt ha sitt ursprung i utloppsån till sjön Vand-.